# Détecteur de particules
Pour les articles homonymes, voir Détecteur.

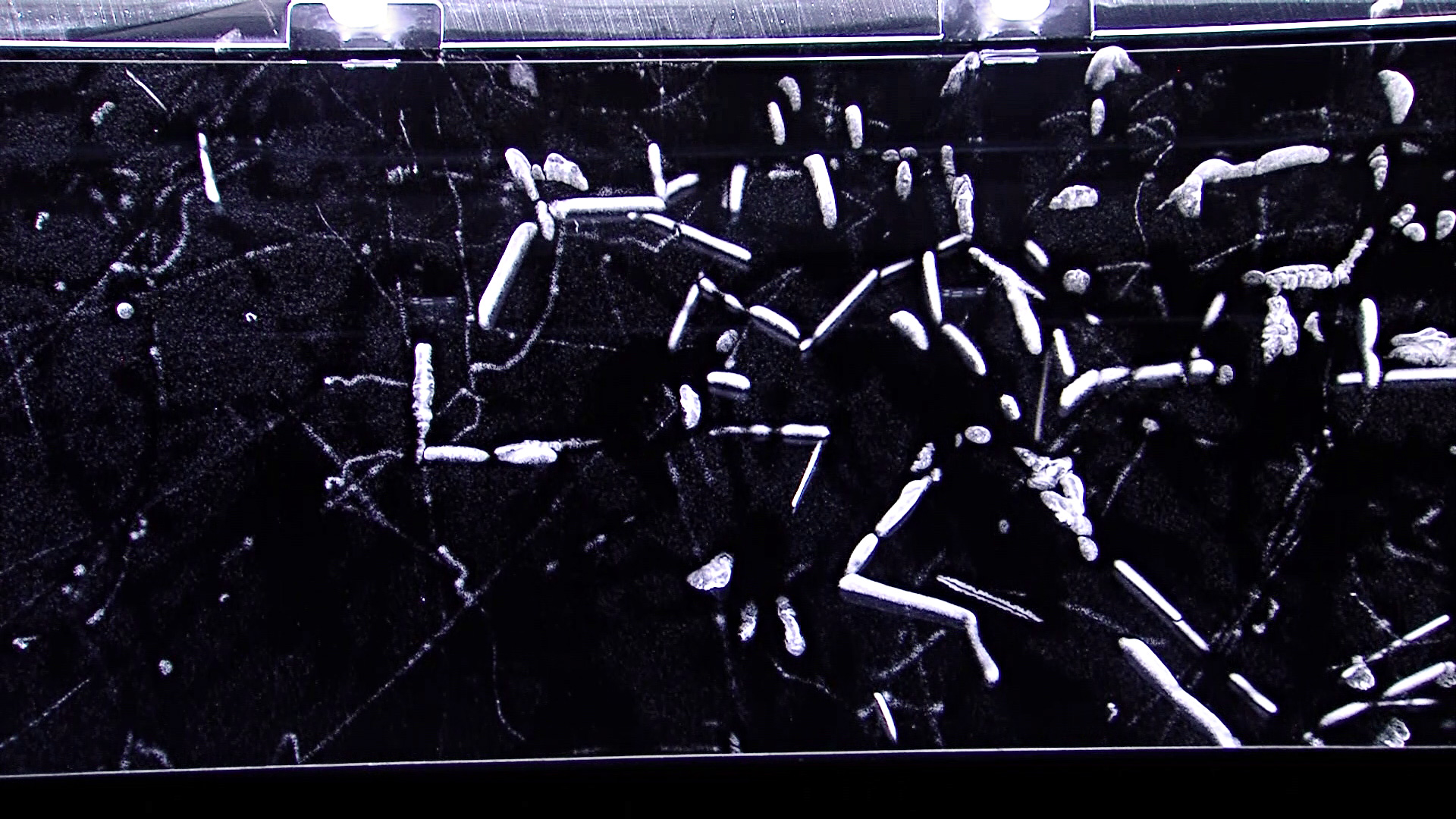
Photographie de rayonnements α détectés dans une chambre à brouillard.

Un détecteur de particules est un appareil qui permet de détecter le passage d'une particule et, généralement, d'en déduire différentes caractéristiques (en fonction du type de détecteur) telles que sa masse, son énergie, son impulsion, son spin, ou encore sa charge électrique.

## Principaux types
- Cavité de Faraday
- Chambre à brouillard
- Chambre à bulles
- Chambre à dérive
- Chambre à étincelles
- Chambre à fils
- Chambre d'ionisation
- Chambre à plaques parallèles
- Chambre à plaques résistives
- Compteur Geiger
- Compteur proportionnel à gaz
- Détecteur à scintillation
- Détecteur à semi-conducteur
- RICH (Ring imaging Cherenkov detector)
- Détecteur à gaz type Micromegas ou GEM